# Филлмор, Чарльз
Чарльз Дж. Фи́ллмор (англ. Charles J. Fillmore; 9 августа 1929 — 13 февраля 2014) — американский лингвист, professor emeritus лингвистики в Калифорнийском университете в Беркли. Окончил Мичиганский университет в 1961, работал в Беркли с 1971.

## Вклад
Работы Филлмора имеют большое значение в области синтаксиса и семантики. Один из основателей когнитивной лингвистики, выдвинул теории падежной грамматики и семантики фреймов. Вместе с Полом Кеем и Джорджем Лакоффом предложил грамматику конструкций. Среди его учеников — Леонард Талми.
Работал над проектом FrameNet, масштабным онлайновым описанием лексического состава английского языка в терминах фреймов.

## Основные публикации
- «The Case for Case» (1968). In Bach and Harms (Ed.): Universals in Linguistic Theory. New York: Holt, Rinehart, and Winston, 1-88. В составе сборников «Новое в зарубежной лингвистике» имеется частичный русский перевод: «Дело о падеже».
- «Frame semantics and the nature of language» (1976): . In Annals of the New York Academy of Sciences: Conference on the Origin and Development of Language and Speech. Volume 280: 20-32.
- «Frame semantics» (1982). In Linguistics in the Morning Calm. Seoul, Hanshin Publishing Co., 111—137.
- (with Sue Atkins) «Starting where the dictionaries stop: The challenge for computational lexicography». (1994). In Atkins, B. T. S. and A. Zampolli (Eds.) Computational Approaches to the Lexicon. Oxford: Oxford University Press, 349—393.
- Lectures on Deixis (1997). Stanford: CSLI Publications. (originally distributed as Fillmore (1975/1971) Santa Cruz Lectures on Deixis by the Indiana University Linguistics Club)